# Pettyesfejű fahágó
A pettyesfejű fahágó (Lepidocolaptes affinis) a madarak (Aves) osztályának verébalakúak (Passeriformes) rendjébe, valamint a fazekasmadár-félék (Furnariidae) családjába tartozó faj.

## Rendszerezése
A fajt Frédéric de Lafresnaye francia ornitológus írta le 1839-ben, a Dendrocolaptes nembe  Dendrocolaptes affinis néven.

## Alfajai
- Lepidocolaptes affinis affinis (Lafresnaye, 1839)
- Lepidocolaptes affinis lignicida (Bangs & T. E. Penard, 1919)
- Lepidocolaptes affinis neglectus (Ridgway, 1909)[2]

## Előfordulása
Mexikó, Costa Rica, Guatemala, Honduras, Nicaragua, Panama és Salvador területén honos. Természetes élőhelyei a lombhullató erdők és hegyi  esőerdők, valamint bokrosok és ültetvények.

## Megjelenése
Testhossza 22 centiméter, testtömege 28-38 gramm.

## Életmódja
A fák törzsén kúszva keresgéli rovarokból és pókokból álló táplálékát.

## Természetvédelmi helyzete
Az elterjedési területe rendkívül nagy, egyedszáma ugyan csökken, de még nem éri el a kritikus szintet. A Természetvédelmi Világszövetség Vörös listáján nem fenyegetett fajként szerepel.